# Népi Demokrata Párt
A Zöld Baloldal Párt vagy Yeşil Sol Parti (YSP) egy 2012. november 25-én alapított törökországi politikai párt. Jelképe egy fa, amelynek lila törzse egy emberi alakot formáz, a korona egyes zöld levelekből áll, a korona közepén pedig az emberi alak fejét formázó sárga nap Társelnökei Çiğdem Kılıçgün Uçar és İbrahim Akın.

## Történelem
Az YSP, korábbi nevén Yeşiller ve Sol Gelecek Partisi (Zöld és Baloldali Jövő Pártja) 2012. november 25-én alakult az Eşitlik ve Demokrasi Partisi (Egyenlőség és Demokrácia Pártja) és a Yeşiller Partisi (Zöld Párt) egyesülésével. Önmagát baloldali-liberális eszméket valló zöld pártként határozza meg.
2014-ben a párt támogatta Selahattin Demirtaşt, mint elnökjelöltet a 2014-es török elnökválasztáson. 2015 júniusában a Halkların Demokratik Partisi-t is támogatták a parlamenti választásokon.
A 2016. április 2-i második rendes pártkongresszuson a párt nevét Yeşil Sol Partisi (YSP) névre változtatta. 2022. október 16-án a második rendkívüli kongresszuson hozott döntésnek köszönhető a párt jelenlegi logója. Selahattin Demirtaş később azt javasolta, hogy a HDP esetleges betiltása esetén a HDP összes parlamenti frakciójelöltje az YSP nevében induljon a 2023-as parlamenti választásokon.
A 2023. március 24-i döntéssel a HDP, az Emekçi Hareket Partisi (Munkásmozgalmi Párt) és a Toplumsal Özgürlük Partisi (Szociális Szabadság Párt) úgy döntött, hogy az YSP listáin egységesen indulnak az elnök- és parlamenti választásokon, mindezt azért, hogy megerősítsék Kemal Kilicdaroglu ellenzéki vezető Millet İttifakı (A Nemzet Szövetsége) szövetségét. Az YSP-t ezért a 2023-as elnökválasztás kulcspártjaként kezelik.